# 沈邁
沈邁（519年—570年），吴興郡武康县人，南朝陈外戚，沈君理、沈君高之父沈巡的五弟。
沈邁正直有才干，在南梁为尚书金部郎。永定年間，累官中書侍郎。天嘉年間，历任太僕、廷尉，出任鎮東始興王長史、会稽郡丞，行東揚州事。陈废帝光大元年（567年），担任尚書吏部郎。陈宣帝太建元年（569年），官至通直散騎常侍，仕于東宮。次年去世，享年五十二岁，追贈散騎常侍。

## 延伸阅读
[在维基数据编辑]
 《陳書/卷23》，出自姚思廉《陳書》